# Écoquenéauville
Écoquenéauville település Franciaországban, Manche megyében. Lakosainak száma 78 fő (2018. január 1.). Écoquenéauville Sainte-Mère-Église, Sébeville és Turqueville községekkel határos.

## Népesség
A település népességének változása:
| Lakosok száma | 74   | 87   | 87   | 68   | 55   | 69   | 91   | 79   | 78   | 78   |
|               | 1962 | 1968 | 1975 | 1982 | 1990 | 2008 | 2013 | 2015 | 2017 | 2018 |